# Magorrhabda elytrata
Magorrhabda elytrata är en fjärilsart som beskrevs av Edward Meyrick 1932. Magorrhabda elytrata ingår i släktet Magorrhabda och familjen signalmalar. Inga underarter finns listade i Catalogue of Life.